# Берлін-Фрідріхштрасе
52°31′13″ пн. ш. 13°23′13″ сх. д. / 52.520277777778° пн. ш. 13.386944444444° сх. д.
Залізничний вокзал «Берлін-Фрі́дріхштра́се» — станція, що розташована на прямій залізничній гілці в Берліні біля перетину нею вулиці Фрідріхштрасе. У головній будівлі станції розташовані і обслуговуються підземні платформи метро (нім. U-Bahn Berlin) і міської електрички (нім. S-Bahn Berlin). Також станція обслуговує регіональні потяги «RB» (нім. Regionalbahn) і швидкісні регіональні «RE» (нім. Regional-Express).
Завдяки своєму центральному розташуванню в районі Мітте, однією з головних вулиць (Фрідріх-штрасе) і поблизу бульвару Унтер-ден-Лінден, Бранденбурзьких воріт та Рейхстагу станція має велике значення в туристичних перевезеннях, а також при обміні пасажирських потоків в транспортному русі міста.
Міські електрички (S-Bahn) та регіональні поїзди зупиняються на трьох платформах над землею А, B та C на естакаді міської залізничної лінії Берліна (нім. Stadtbahn), яка піднята над міськими вулицями. Це верхній рівень станції. Платформа Д розташована в тунелі станції (S-Bahn) Північ — Південь, знаходиться під землею, приблизно в місці східного берега річки Шпрее.
Платформа метро на лінії U6 знаходиться в східній частині станції, безпосередньо під вулицею Фрідріх-штрасе. Крім того, південна сторона станції служить кінцевою зупинкою ряду трамваїв та автобусів Берлінської транспортної компанії.
Станція не має окремої зали для обслуговування, всі умови для реєстрації, розташування та відпочинку пасажирів в залах платформ траспортних ліній.